# Gévay Antal
Gévay Antal (latinul: Antonius Joannes Gevay), (Komárom, 1797. június 6. – Bécs, 1845. július 9.) magyar levéltáros, történész és orientalista, az MTA tagja. Apja Antonius Joannes Gevay (az anyakönyvi bejegyzés szerint civis, Apothecarius), anyja Eleonora Schmidt.

## Életpályája
Tanulmányainak befejezése után - elvégzett filozófiai és megkezdett jogi tanulmányok után - Széchenyi Pál gróf gyermekeinek nevelője kilenc éven át. 1823-ban rövid ideig a bécsi Obersthofpostamt gyakornoka, 1826 novemberétől újra ott volt alkalmazásban. 1830 áprilisa után vette feleségül Johann Baptist von Pasqualati özvegyét, Francisca Thorent osztrák bárónőt, akinek társadalmi helyét mutatja, hogy maga Alfréd Ameth (1819-1897), a levéltár későbbi igazgatója is igen melegen emlékezett meg róla emlékirataiban.
Gévay 1827. december és 1838 között az Udvari Könyvtár negyedik írnoka (scriptor), 1838-1841 között harmadik írnok. 1836-tól már segédkezett a HHStA-ban, de csak 1841. január 7-én került a levéltár állományába mint második levéltárnok.
Felvételekor Moritz Dietrichstein gróf külön kiemelte Gévay kiterjedt nyelvismeretét: "Tizenkét év tanulás után beszélt latinul, franciául, olaszul, spanyolul, angolul, értett portugálul, svédül, szótárral olvasott dánul, hollandul, újgörögül. Négy éve kezdte el a keleti nyelveket tanulni, a perzsát már tökéletesen bírta ekkor, az elmúlt nyáron pedig a törököt kezdte el tanulni, Hammer-Purgstall igen kedvező bizonyítványt adott róla." Az állást a főkancellárnak köszönhette. Időközben Győr és Komárom megyék táblabírájaként tevékenykedett.
Gévay Antal nevéhez fűződik például a Türkei I. (Turcica) felállítása, az oda tartozó darabok áthelyezése, ill. jórészben az Ungarische Akten (Hungarica) rendezése. Számtalan irat hátán olvasható kezétől származó datálás. Több cédulakatalógus is fennmaradt utána, amelyek mind a mai napig segédletként használhatók. Már az 1830-as évek elején a perzsa, török és magyar nyelvek összehasonlításával foglalkozott. Célul tűzte ki, hogy a diplomáciai iratok és a követségek emlékiratainak segítségével feltárja a kevésbé ismert török–magyar kort. Ennek érdekében számos forráskiadványt jelentetett meg. A magyar történelemre vonatkozó cikkeket és okleveleket tett közzé a bécsi Literarischen Jahrbücherben, a Tudományos Gyűjteményben és a Tudományos Tárban, a Régi Magyar Nyelvemlékekben ismertette a huszita Bibliát is tartalmazó Bécsi kódexet. Ő találta meg először Szerémi Györgynek a mohácsi vésszel foglalkozó, elveszettnek hitt kéziratát. Több műve kéziratban maradt, mint például a mohácsi csata közvetlen következményeit bemutató oklevélgyűjteménye.
Történeti műveiért a Magyar Tudományos Akadémia 1831. február 17-én választotta levelező tagjává.
Ezekben az években már sokat betegeskedett, 1844 nyarán hosszabb egészségügyi kúrára utazott, kiújuló gégebaja miatt nem tudott beszélni.
Hagyatéka 1927-ben a Magyar Országos Levéltárba került (128, 1 doboz), illetve cédulái részben a HHStA használaton kívüli segédletei között maradtak.

## Művei
- Legatio Jo. Hoberdanacz et Sigismundi Weichselberger ad Suleimannum I. imp. turc. 1518 (Bécs 1834);
- Az 1625 máj. 26. költ gyarmati békekötés czikkelyei latinul, magyarul és törökül (Bécs 1837);
- Az 1627-dik évi september 13-dikán költ szőnyi békekötés czikkelyei, deákúl, magyarúl és törökűl (Bécs 1837); Online
- Urkunden u. Actenstücke zur Geschichte der Verhältnisse zwischen Oesterreich un der Pforte im XVI. und XVII. Jahrhundert (3 kötet, Bécs 1841),
- Itinerär Kaiser Ferdinands I. 1521-1564 (Bécs 1843),
- A budai pasák (Wien, 1841).